# جالیق (قشلاق)
جالیق یکی از روستاهای استان آذربایجان شرقی است که در دهستان نقدوز بخش فندقلو شهرستان اهر واقع شده‌است.این روستا ۱۶ نفر جمعیت دارد.